# 跡 (御家人)
跡（あと）とは、鎌倉幕府が御家人に課した御家人役の賦課形態の1つ。過去の知行者が有していた所職・所領を単位として賦課する方式。

## 概要
「跡」という言葉には過去の人物が持っていた土地や屋敷などの財産、地位や業績などの意味を有しており、鎌倉時代には「本司跡」・「謀反人跡」・「父祖跡」などその所職・所領が持つ性格や履歴を示す場合があった。鎌倉幕府はその成立期に御家人に対して給付・安堵した所職や所領のその後の変動（相続・分割・譲渡など）の情報を必ずしも全て掌握している訳ではなかったため、かつての所有者の「跡」を単位として御家人役を現時点の所有者に対して賦課したのである。
寛元2年（1244年）に鎌倉幕府は関東公事（幕府の命による公事）について幕府から格別の勤仕を命じられない限り、父祖の跡を知行する者が寄り合って所領の分限に従って勤仕し、新恩の所領は父祖跡の所領に相加えて勤仕すべきと定めており、父祖の跡を継承した子孫がその御家人役を分担して負担することが定められている。
鎌倉幕府は御家人における惣領制を基本として御家人役の賦課体系の原則を維持しつつ、惣領制の解体に伴って惣領から自立した庶子家に対して個別の勤仕を命じる一方で、父祖跡の継承分及び新恩所領分に対する御家人役の負担を確実に行わせることで、御家人跡における現実の変動にもかかわらず、必要とする御家人役の確保に努めようとしたことが分かる。だが、それは裏を返せば鎌倉幕府は跡の現状を必ずしも把握していなかったことを示している。分割相続によって跡の所有者は細分化され、更に経済的な困窮から所領を失った「無足の御家人」が出現したり、跡そのものが鎌倉幕府と御恩と奉公の関係を持たない非御家人層にも流れる事態が発生したりすると、御家人役の運用自体が次第と困難になっていった。そして、鎌倉幕府の滅亡によって旧幕府方に付いて没収された跡が、建武政権によって公家や寺社、それに属する非御家人などに与えられるようになると、御家人役そのものの解体が進められ、その後に成立した室町幕府も鎌倉幕府のような御家人制度を復活させることはなかったのである。